# Adam Pajgert
Adam Pajgert (ur. 21 września 1829 w Skomorochach na Podolu, zm. 21 lipca 1872 we Franzesbadzie, ob. Franciszkowe Łaźnie) – polski poeta i tłumacz.
Syn Józefa Kalasantego Pajgerta (1799–1871), poety, malarza i bibliofila, właściciela majątku i zamku Sidorów nad Zbruczem. W dzieciństwie odebrał staranne wykształcenie domowe, a następnie uczęszczał do szkół we Lwowie.
Należał do grona młodych pisarzy galicyjskich publikujących w „Nowinach” i lwowskim „Dzienniku Literackim”. Przyjaciel Kornela Ujejskiego, który był nawet ojcem chrzestnym najmłodszego syna Adama, Kornela. Był pod silnym wpływem nurtu romantycznego, nawiązywał do twórczości George'a Byrona i Juliusza Słowackiego.
Znany z przekładów poezji angielskojęzycznej, m.in. Henry'ego Wadswortha Longfellowa, George'a Byrona i Thomasa Moore'a. Przełożył na język polski Juliusza Cezara Williama Szekspira (1859) i Ginewrę Alfreda Tennysona.

## Twórczość
- 1863: Kadmea,
- 1876: Poezje I – wydanie zebrane, pośmiertnie, staraniem rodziny.